# Paruline de Jamaïque
Setophaga pharetra
Espèce
Répartition géographique
Statut de conservation UICN

 LC  : Préoccupation mineure
La Paruline de Jamaïque (Setophaga pharetra, anciennement Dendroica pharetra) est une espèce de passereaux appartenant à la famille des Parulidae.

## Distribution
La Paruline de Jamaïque est endémique de la Jamaïque.

## Habitat
Cette paruline niche dans les forêts montagneuses humides. En dehors de la saison de nidification, elle fréquente aussi les forêts humides des basses terres.